# Maszewo
Maszewo (deutsch Massow) ist eine Kleinstadt in der polnischen Woiwodschaft Westpommern, Powiat Goleniowski (Gollnower Kreis), mit 3200 Einwohnern. Eine ältere Namensform des Ortes lautet Massau.

## Geographische Lage

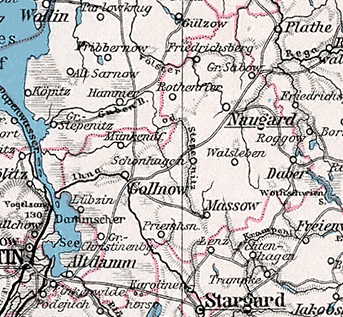
Massow südlich der Stadt Naugard auf einer Landkarte von 1905.

Der Ort liegt in Hinterpommern, auf halbem Wege zwischen den Städten Gollnow (Goleniów) und Stargard. Massow erstreckt sich auf einem Hügel am Fluss Stepnitz (Stepnica).
In älteren Stadtwappen wurde die Lage der Stadt inmitten des Städte-Fünfecks Stargard – Gollnow – Naugard – Daber – Freienwalde mit Entfernungen von jeweils rund 16–18 km Luftlinie durch ein Fünfeck hervorgehoben.

## Geschichte

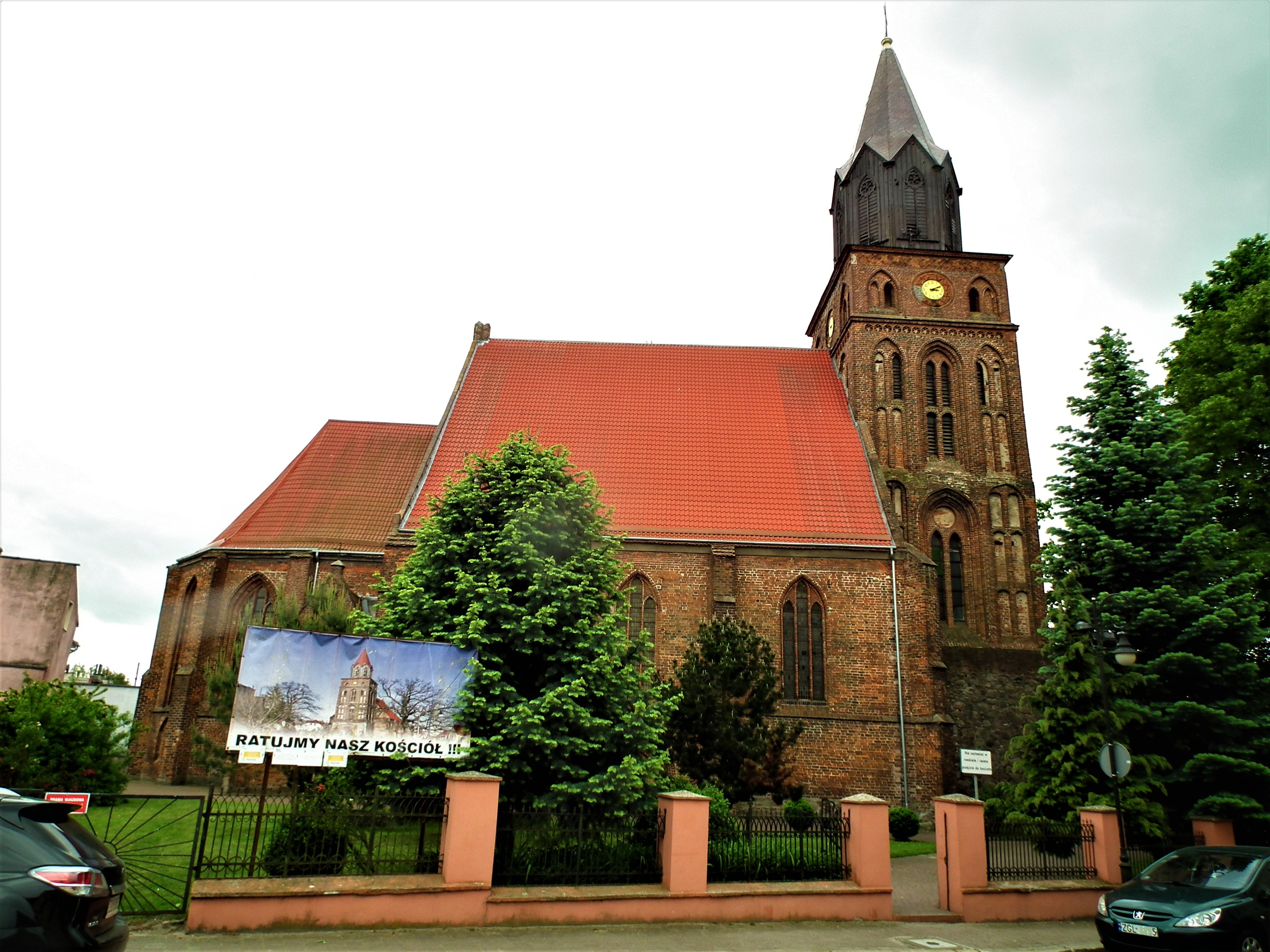
Stadtkirche

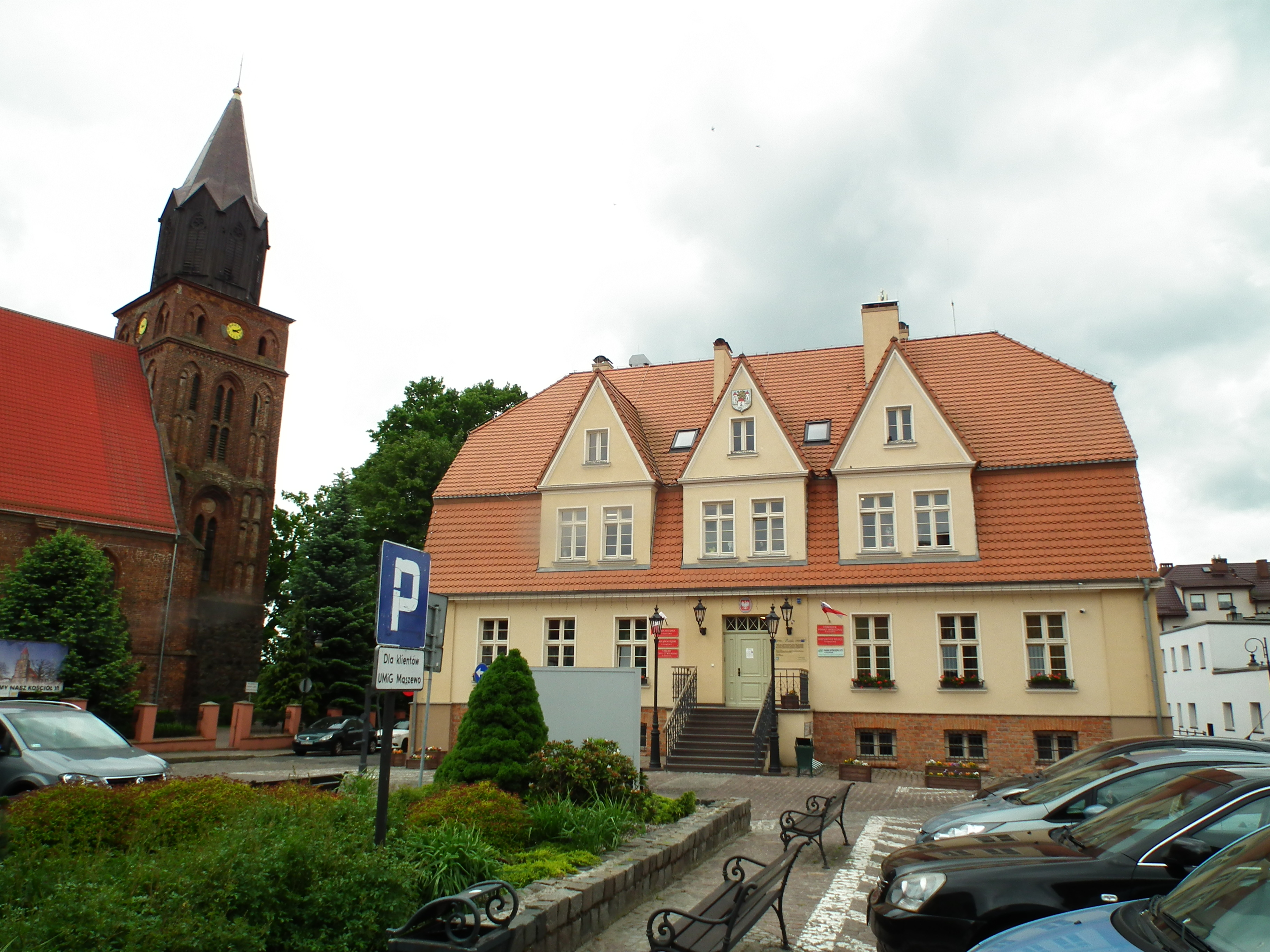
Rathaus

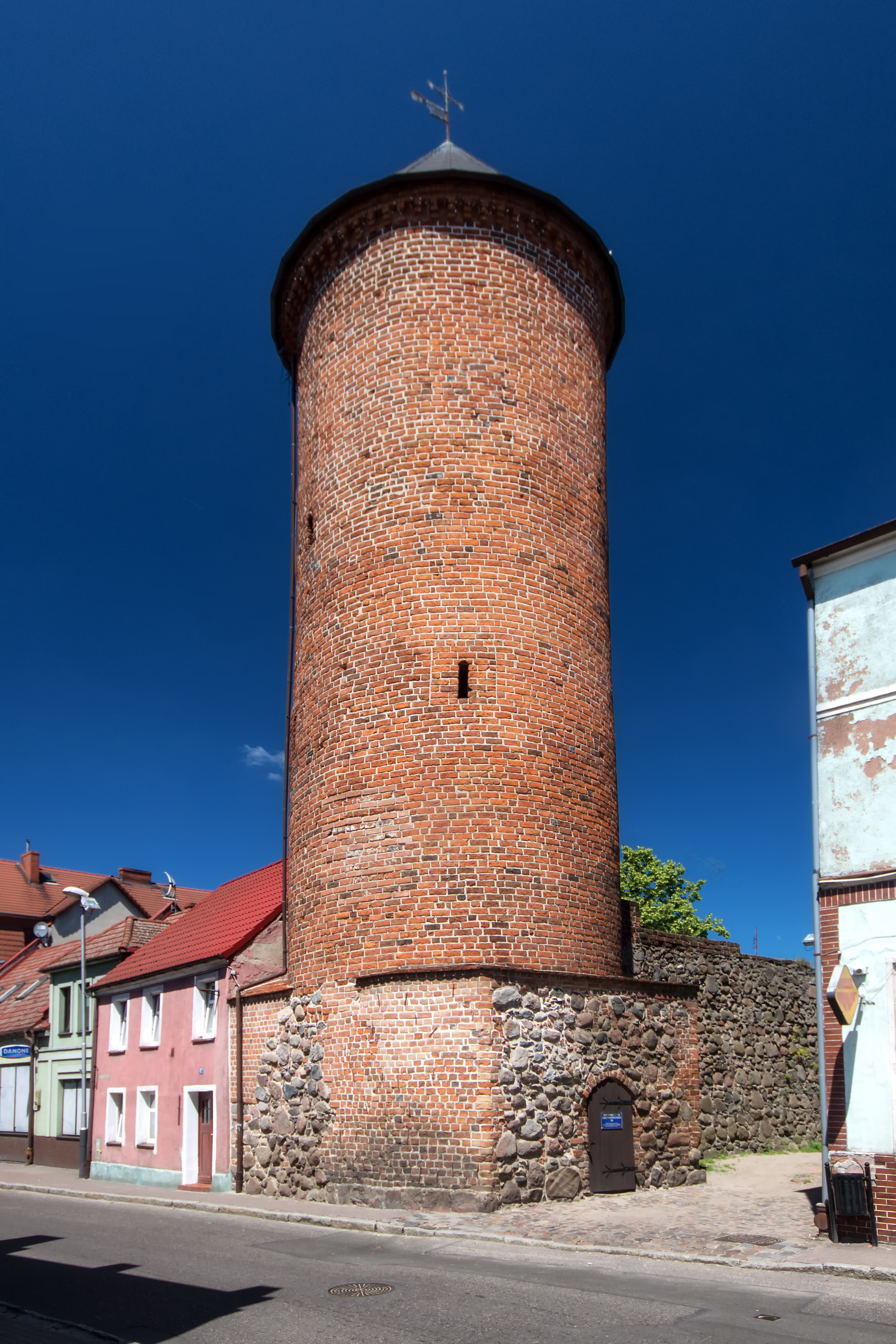
Französischer Turm

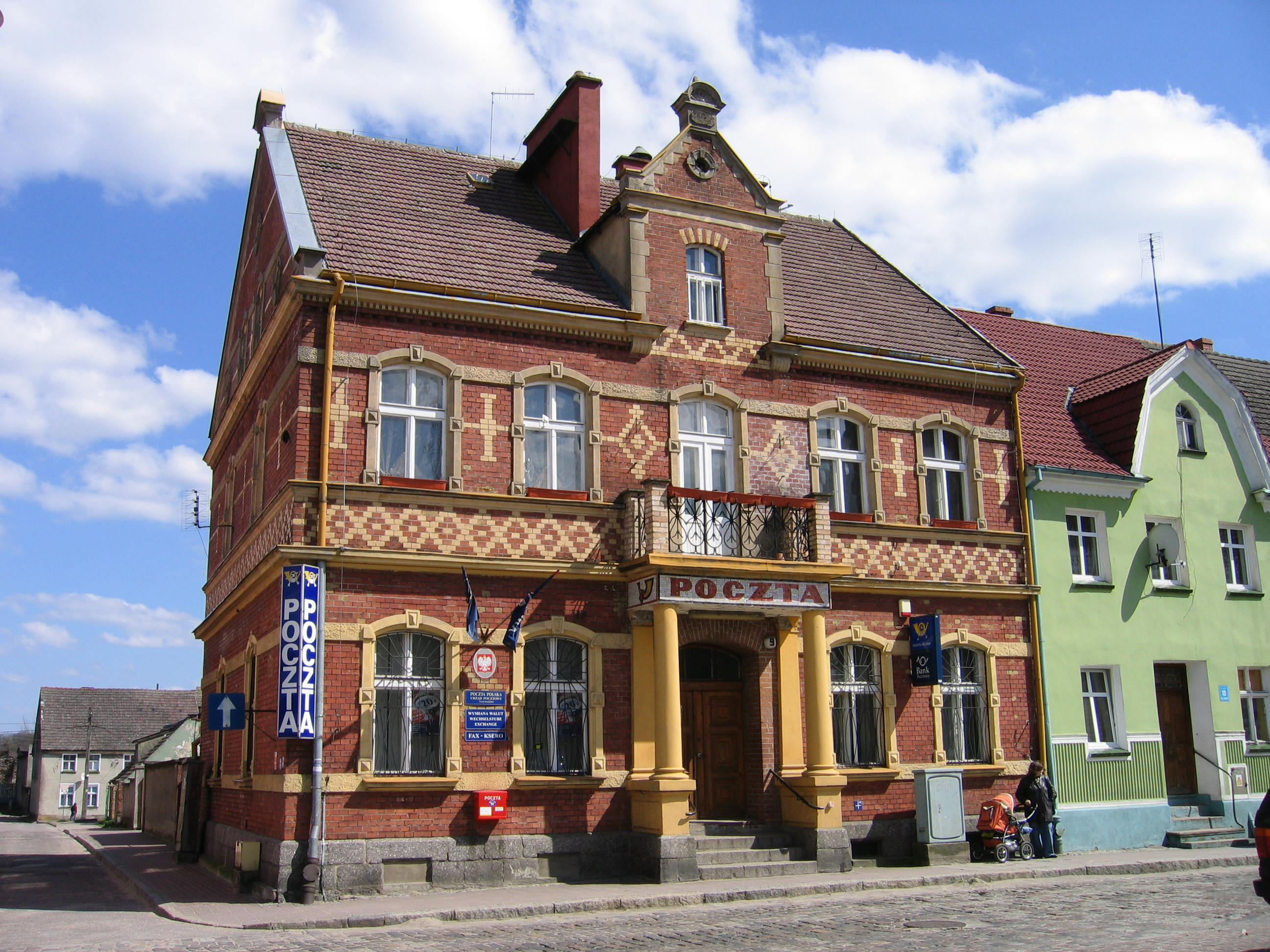
Postgebäude

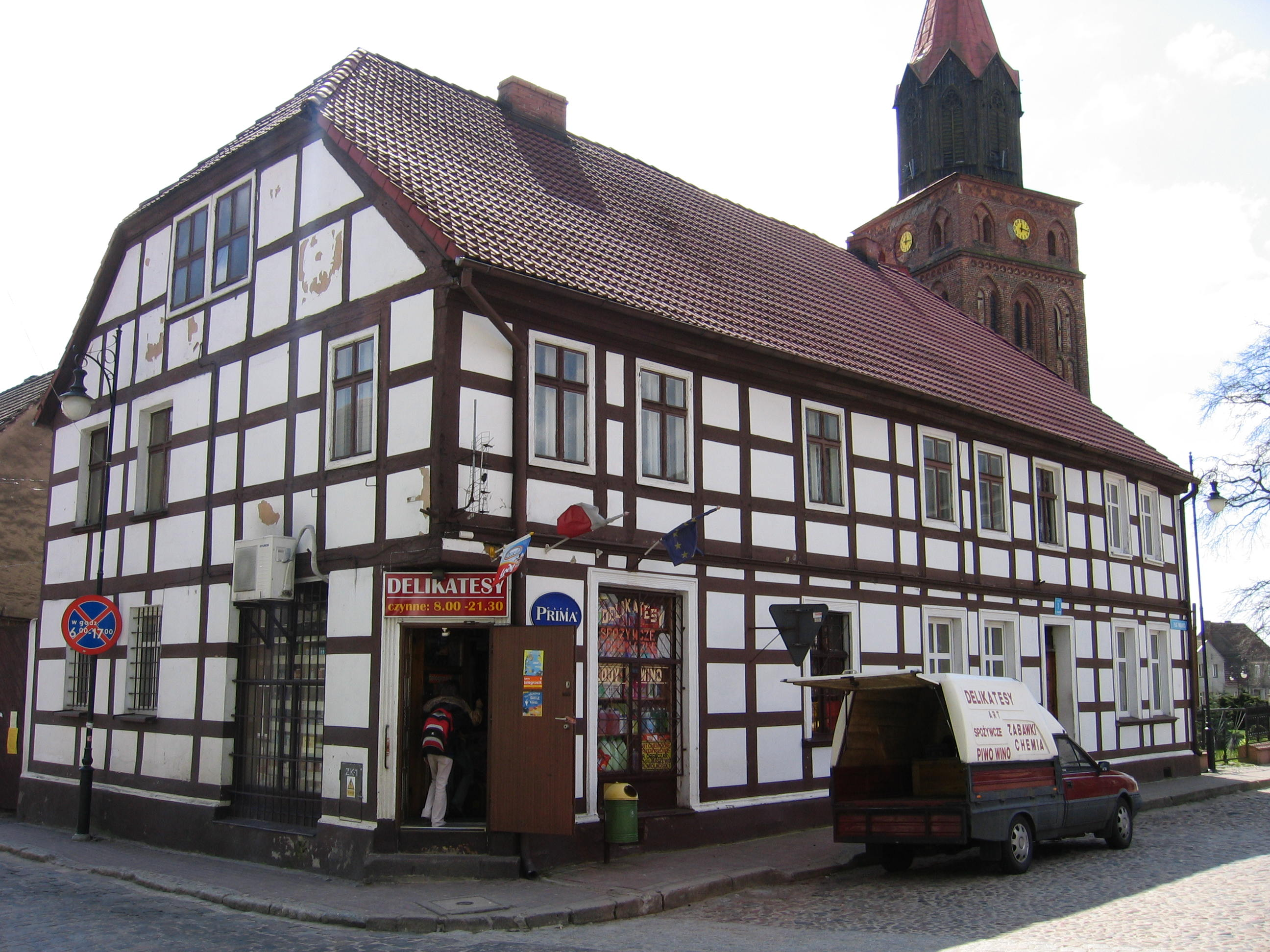
Fachwerkhaus

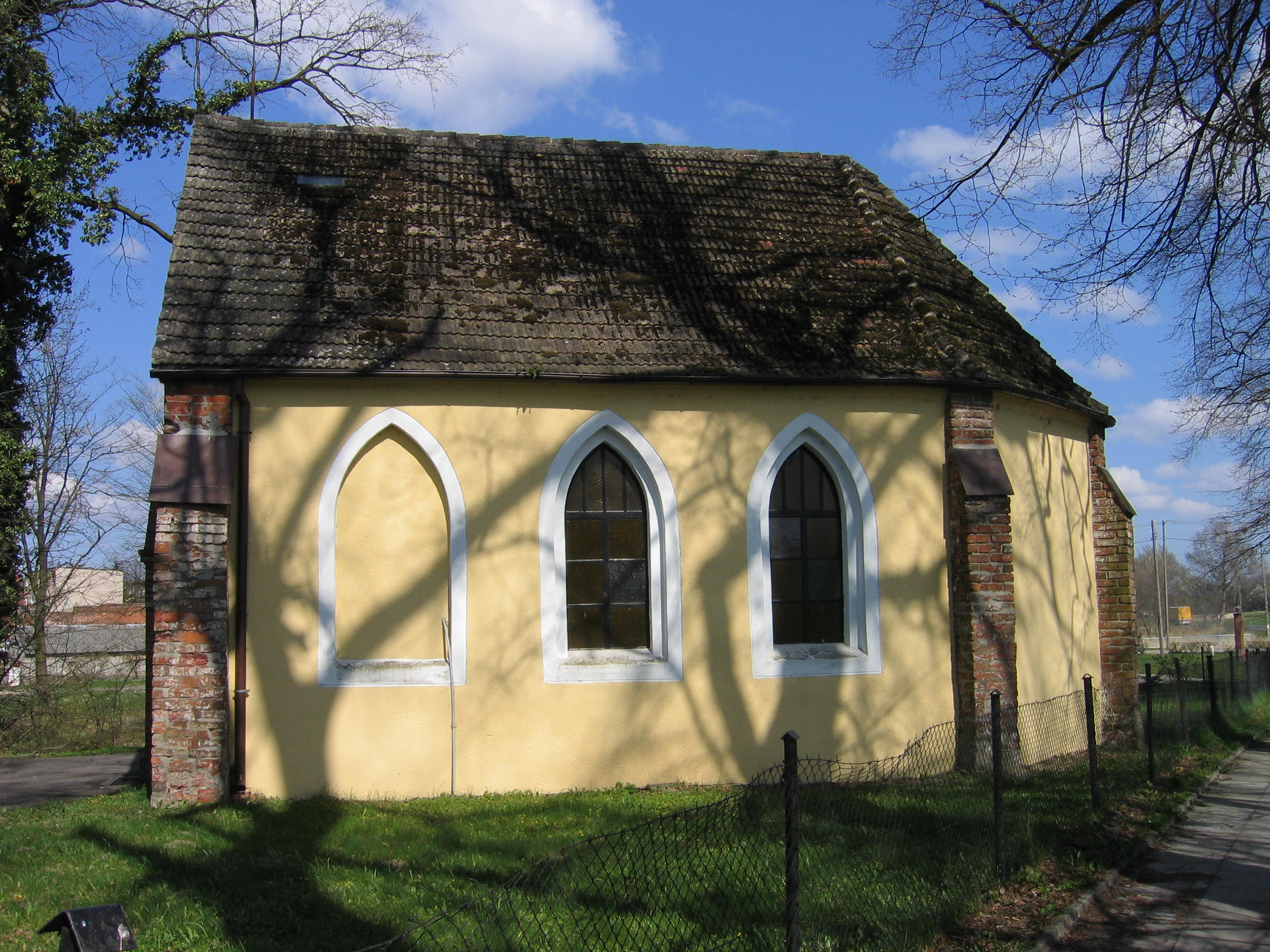
Ehemalige Hospitalskapelle

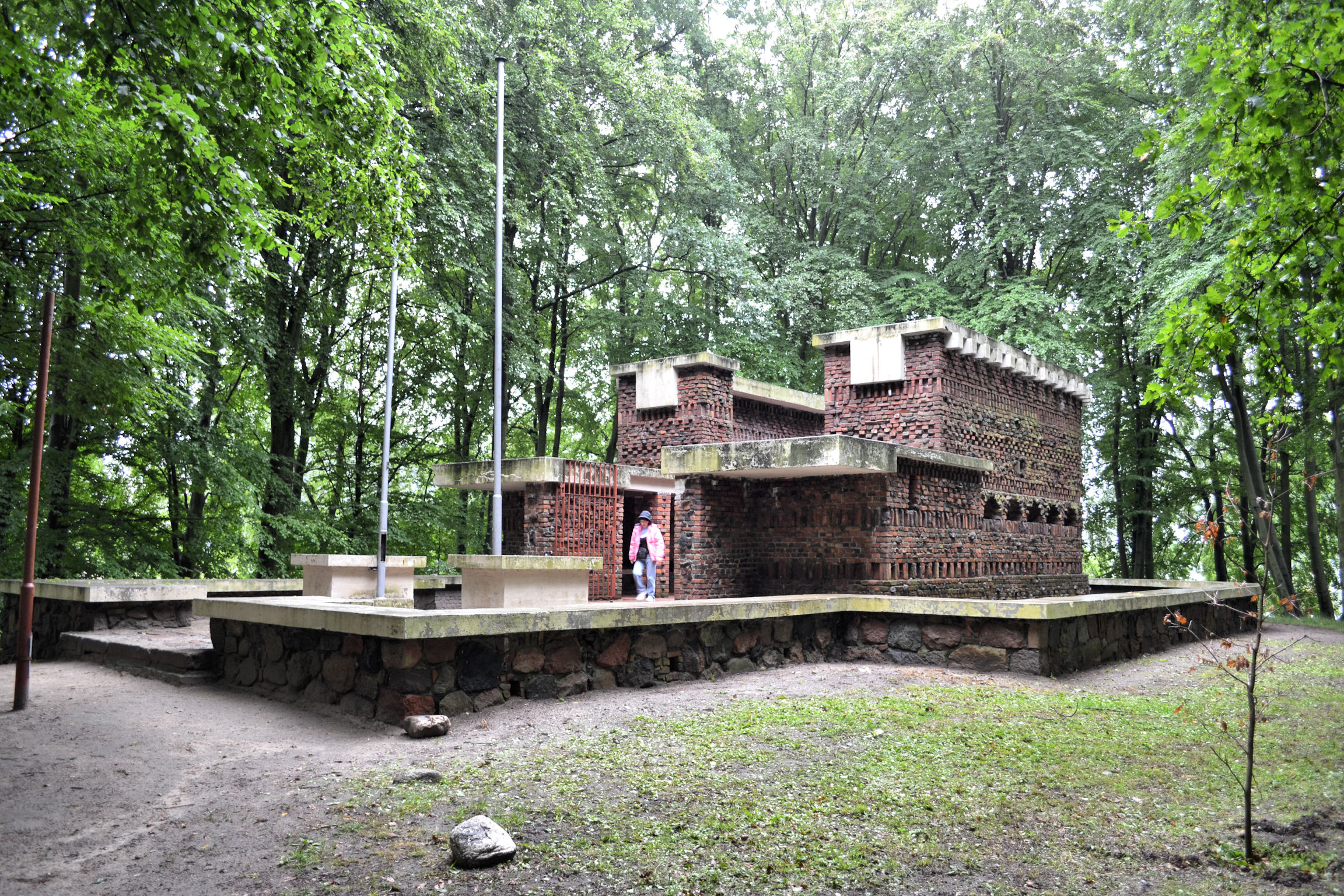
Denkmal für die im Ersten Weltkrieg gefallenen Soldaten aus Massow

Im 10. und 12. Jahrhundert befand sich nördlich der Stepenitzquelle auf dem sogenannten Schlossberg ein wendischer Burgwall.  Anfang des 13. Jahrhunderts war hier das Castrum Massow, das ein autochthoner Grundherr besaß; vermutlich war er ein Vorfahre  der Familie von Massow, die sich nach dem Ort benannte. Die älteste urkundliche Nachricht von der Ortschaft Massow stammt aus dem Jahr 1232, als ein Pfarrer Bertram aus Massow als Zeuge auftrat.
1248 erbauten hier die Herren von Massow eine Stadt. 1260 war die Marienkirche errichtet worden. Zu dieser Zeit übte das Bistum Cammin die Landesherrschaft in diesem Gebiet aus, und so verlieh auch der Camminer Bischof Hermann von Gleichen Massow 1278 das Magdeburger Stadtrecht, das 1286 in Lübisches Recht umgewandelt wurde. Im gleichen Jahr wurde die erste Stadtbefestigung errichtet, die zunächst eine Palisadenwehr war. Im Laufe des 14. Jahrhunderts wurden die Palisaden durch eine Steinmauer ersetzt.
Aus der Zeit des ausgehenden Mittelalters gibt es wenig Nachrichten über Massow. Überliefert ist, dass das Bistum Cammin seine Eigentumsrechte an Massow im Jahre 1454 aufgab. Ab 1481 war das Land Massow im Pfandbesitz der Naugarder Grafen aus dem Geschlecht von Eberstein. Im Jahr 1523 belehnte Bogislaw X. den Grafen Georg I. mit dem Land und der Stadt Massow. Ab 1679 der Graf Ludwig Friedrich zu Wied neuer Herr über Massow, nach dem schon seine Eltern, die Mutter war eine geborene Gräfin von Eberstein, Land und Stadt Massow als Hochzeitsgut besessen hatten. Ende des 18. Jahrhunderts wurden Teile der Stadtbefestigung abgetragen, lediglich die Stadtmauer und ein Rundturm wurden stehengelassen.
Nach dem Ende des Dreißigjährigen Krieges war Massow mit Hinterpommern unter brandenburgische Herrschaft gekommen und in den Naugard-Daber-Dewitzscher Kreis eingegliedert worden. Nach der preußischen Verwaltungsreform von 1815 kam Massow zum Kreis Naugard und befand sich dort nahe der südlichen Kreisgrenze, 20 Kilometer von der Kreisstadt entfernt.
Anfang des 20. Jahrhunderts lebten etwa 2800 Menschen in der Stadt. Erst 1903 wurde Massow über die Strecke Gollnow–Massow der Naugarder Bahnen an das Eisenbahnnetz angeschlossen, was zur Ansiedlung kleinerer Industriebetriebe wie zum Beispiel einem Kalksandsteinwerk und einer Ziegelei führte. Dadurch wiederum zogen neue Einwohner in die Stadt, die sich nach Nordwesten erweiterte.
Um die Mitte des 19. Jahrhunderts lebten in Massow bis zu etwa 85 jüdische Bürger. Die meisten wanderten danach ab und bei der Volkszählung im Jahr 1925 wurden nur noch 14 Juden in Massow gezählt.
Anfang der 1930er Jahre hatte die Stadt Massow eine Fläche von 35,4 km². Innerhalb der Gemeindegrenzen standen insgesamt 395 bewohnte Wohnhäuser an zwölf verschiedenen Wohnstätten:
1. Ackerhof
2. Alte Ziegelei
3. Eschenhof
4. Forsthaus Massow
5. Friedenshof
6. Hasenheide
7. Hospital Sankt Georg
8. Massow
9. Schönhof
10. Schützenhaus
11. Warsowermühle
12. Wiesenhof

Um 1935 hatte die Stadt Massow unter anderem zwei Hotels, fünf Gasthöfe, drei Geldhäuser, elf Kolonialwaren-Geschäfte, zwei Mühlen, eine Ziegelei, zwei Zementwarenfabriken und zwei Viehhandlungen.
Bis 1938 wohnten zwei jüdische Familien in Massow, die hier Geschäfte hatten. Nach der Reichskristallnacht wanderten diese in die USA aus.
Bis 1945 gehörte die Stadt Massow zum Kreis Naugard im Regierungsbezirk Stettin der preußischen Provinz Pommern des Deutschen Reichs.
Gegen Ende des Zweiten Weltkriegs wurde Massow Anfang März 1945 von der Roten Armee besetzt. Nach Beendigung der Kampfhandlungen wurde die Stadt seitens der Siegermacht Sowjetunion der Volksrepublik Polen zur Verwaltung überlassen. Es begann nun die Zuwanderung polnischer Migranten, die zunächst vorwiegend aus von der Sowjetunion besetzten Gebieten östlich der Curzon-Linie kamen. Massow erhielt die polonisierte Ortsbezeichnung Maszewo. In der darauf folgenden Zeit wurde die einheimische Bevölkerung von der örtlichen polnischen Verwaltungsbehörde aus Massow und dem Kreisgebiet vertrieben.

### Demographie
| Jahr | Einwohner | Anmerkungen                                                   |
| ---- | --------- | ------------------------------------------------------------- |
| 1740 | 0868      | [ 8 ]                                                         |
| 1782 | 1002      | davon 31 Juden                                                |
| 1794 | 1105      | davon 33 Juden                                                |
| 1802 | 1093      | [ 12 ]                                                        |
| 1810 | 1228      | [ 12 ]                                                        |
| 1812 | 1287      | davon neun Katholiken und 34 Juden                            |
| 1816 | 1329      | davon 1278 Evangelische, zwölf Katholiken, 39 Juden           |
| 1821 | 1380      | in 195 Privatwohnhäusern                                      |
| 1831 | 1838      | davon acht Katholiken und 45 Juden                            |
| 1843 | 2226      | davon sechs Katholiken und 62 Juden                           |
| 1852 | 2496      | davon fünf Katholiken und 85 Juden                            |
| 1861 | 2703      | davon 13 Katholiken und 78 Juden sowie vier Deutschkatholiken |
| 1875 | 2671      | [ 13 ]                                                        |
| 1880 | 2815      | [ 13 ]                                                        |
| 1900 | 2673      | [ 14 ]                                                        |
| 1910 | 2880      | am 1. Dezember                                                |
| 1925 | 3371      | davon 3305 Protestanten, 35 Katholiken und 14 Juden           |
| 1933 | 3835      | [ 13 ]                                                        |
| 1939 | 3830      | [ 13 ]                                                        |

Einwohnerzahlen seit Ende des Zweiten Weltkrieges
Im Jahr 2011 wurden 3310  Einwohner gezählt.

## Kirche
Die vor 1945 anwesende Stadtbevölkerung war mit weitaus überwiegender Mehrheit evangelisch. Das Kirchspiel der Stadtkirche hatte die beiden Filialen Freiheide und Resehl und gehörte zur Diözese Gollnow; 1. Pfarrer war seit 1897 Friedrich Brauser, Diakon und Pfarrer für Freiheide seit 1885 Richard Schmidt (* 16. Juni 1859). Das Pfarramt hatte gegen Ende des 19. Jahrhunderts insgesamt 3700 Seelen zu betreuen. Der Bestand an Kirchenbüchern reichte bis 1651 zurück.
Die Katholiken gehörten zum katholischen Kirchspiel Louisenthal in der Landgemeinde Lübzin.
Die seit 1945 zugewanderte polnische Bevölkerung ist größtenteils römisch-katholisch.

## Städtepartnerschaften
- Loitz (Deutschland, Mecklenburg-Vorpommern)
- Mölln (Deutschland, Schleswig-Holstein)[19]

## Sehenswürdigkeiten
Die im Zweiten Weltkrieg unzerstört gebliebene Altstadt ist von Bausubstanz aus dem 18. und 19. Jahrhundert geprägt, darunter das von 1821 bis 1827 errichtete und 1920 aufgestockte Rathaus der Stadt, das Postamtsgebäude sowie die gotische Stadtkirche Unserer Lieben Frau von Tschenstochau, eine dreischiffige Hallenkirche aus dem 13. Jahrhundert. Das Untergeschoss des Turms wurde aus geglätteten Granitquadern errichtet. Die bis 1945 evangelische Kirche ist seitdem katholisch.
Von der Stadtmauer aus dem 14. Jahrhundert sind noch Reste sowie der Französische Turm erhalten.
Die südlich der Altstadt außerhalb der Stadtmauern gelegene ehemalige Hospitalkapelle wurde 1490 von der Familie Weiher aus Massow gestiftet. Sie wurde an der Stelle einer älteren, hölzernen Kapelle errichtet, die bereits 1303 in Urkunden erwähnt wurde und als Krankenhauskapelle fungierte, der mit einem Armenhaus verbunden war. 1735 wurde hier ein neuer Krankenhauskomplex errichtet. Das Krankenhaus wurde viele Male umgebaut und 1840 von Grund auf neu gebaut. Der gesamte Komplex war bis 1945 in Betrieb, als er abgerissen wurde. Die Kapelle wurde in den Jahren 1981–1983 umgebaut.
Das Denkmal für die im Ersten Weltkrieg gefallenen Söhne Massows wurde 1926 auf Initiative des damaligen Stadtrats von Massow errichtet. Nach dem Zweiten Weltkrieg verfiel das Denkmal. Es wurde 1993 unter deutscher Beteiligung saniert. Das im Stil des Backsteinexpressionismus errichtete Denkmal hat die Form eines dachlosen Gebäudes, dessen Wände von oben gesehen die Form des Buchstabens „U“ bilden. Der halbkreisförmige Abschluss des Gebäudes hat eine Öffnung in Form eines nach oben erhobenen Schwertes. Die Wände des Gebäudes bestehen aus dekorativen unverputzten Ziegeln. Die Oberseite der Wände ist mit Pseudo-Zinnenzinnen verziert. Während der Renovierung im Jahr 1993 wurden an den Wänden des Denkmals zwei Tafeln (eine auf Polnisch, die andere auf Deutsch) mit folgendem Inhalt angebracht: Für ein friedliches Zusammenleben (in Gedenken an die deutschen und polnischen Opfer der Weltkriege 1914-1918, 1939-1945) als Mahnung und Versöhnung / 1926 in Maszewo erbaut / 1993 in Maszewo in deutsch-polnischer Zusammenarbeit restauriert.

## Gmina Maszewo

### Geographie
Die Stadt- und Landgemeinde Maszewo hat eine Flächenausdehnung von 210,51 km². 74 % des Gemeindegebiets werden landwirtschaftlich genutzt, 17 % sind mit Wald bedeckt. Im Westen grenzt sie an die Gollnower Heide (Puszcza Goleniowska).
Nachbargemeinden sind:
- Goleniów (Gollnow), Osina (Schönhagen) und Nowogard (Naugard) im Powiat Goleniowski (Kreis Gollnow),
- Dobra (Daber) im Powiat Łobeski (Kreis Labes), und
- Chociwel (Freienwalde), Stara Dąbrowa (Alt Damerow) und Stargard (Stargard in Pommern) im Powiat Stargardzki (Kreis Stargard).

### Gemeindegliederung
Zur Gmina Maszewo gehören
- die Stadt Maszewo (Massow)

und 24 Gemeindeteile („Schulzenämter“), denen weitere Ortschaften eingegliedert sind:
Gemeindeteile:
| - Bagna (Pagenkopf) - Bielice (Wittenfelde) - Budzieszowce (Korkenhagen) - Darż (Daarz) - Dąbrowica (Damerfitz) - Dębice (Eichenwalde) - Dobrosławiec (Friederikenhof) - Godowo (Freiheide) - Jarosławki (Neuendorf) - Jenikowo (Hohen Schönau) - Korytowo (Walsleben) - Maciejewo (Matzdorf) | - Maszewko (Neu Massow) - Mieszkowo - Mokre (Schönwalde) - Nastazin (Hermelsdorf) - Pogrzymie (Birkenwerder) - Przemocze (Priemhausen) - Radzanek (Resehl) - Rożnowo Nowogardzkie (Rosenow) - Sokolniki (Falkenberg) - Tarnowo (Großenhagen) - Wisławie (Schönhof) - Zagórce |

Weitere Ortschaften:
| - Bęczno (Benzrode) - Dolacino (Emilienhof) - Kłodniki (Kreuzbrücke) - Kolonia Maszewo | - Leszczynka (Wiesenhof) - Stodólska (Ackerhof) - Sowjcino - Wałkno (Falkenau) |

### Verkehr
Durch das Gemeindegebiet führen vier Woiwodschaftsstraßen:
- Die Droga wojewódzka 106 von Rzewnowo (Revenow) bei Kamień Pomorski (Cammin) über Nowogard (Naugard) nach Stargard und weiter bis Pyrzyce (Pyritz) (zwischen Nowogard und Stargard fährt sie auf der Trasse der früheren deutschen Reichsstraße 163),
- Die Droga wojewódzka 113 von Święta (Langenberg) über Goleniów (Gollnow) und Mosty (Speck) bis Maszewo,
- Die Droga wojewódzka 141 vom Ortsteil Darż (Daarz) nach Przemocze (Priemhausen) zur Weiterfahrt nach Szczecin (Stettin),
- Die Droga wojewódzka 146 vom Ortsteil Jenikowo (Hohen Schönau) über Dobra (Daber) nach Strzmiele (Stramehl) zur Weiterfahrt nach Łobez (Labes).

Seit 1903 war Massow über eine Strecke der Naugarder Bahnen mit der Stadt Gollnow (Goleniów) verbunden. Im Jahre 1992 wurde die Bahnstrecke stillgelegt.

## Persönlichkeiten
- Walther Freyer (1872–1959), deutscher Gewerkschafter und Marineoffizier der Handelsmarine, Kaiserlichen Marine und Kriegsmarine